# ひがしかぐら森林公園
ひがしかぐら森林公園（ひがしかぐらしんりんこうえん）は、北海道上川郡東神楽町にある公園。

## 概要
東神楽町中心部から東へ約8 kmに位置しており、体験型の公園になっている。園内には人造湖の「東神楽遊水地」や約200本のエゾヤマザクラ（オオヤマザクラ）、約3,000本の木々と花々があり、水と緑豊かな環境になっている。また、宿泊施設（ホテル、コテージ）、キャンプ場（バンガロー、キャビン）、パークゴルフ場などがあるほか、サイクルモノレール、ボート、ゴーカート、サイクリングなどのアクティビティを楽しむことができる。自転車道「忠別川サイクリングロード」の終点になっている。

## 沿革
- 1980年（昭和55年）：「ひがしかぐら森林公園」開園[3]。
- 1989年（平成元年）：「忠別川サイクリングロード」オープン[3]。
- 1996年（平成08年）：「コテージの森」オープン[3]。
- 1999年（平成11年）：「オートキャンプ場 フローレ」オープン[3]。
- 2000年（平成12年）：「森のゆ花神楽」オープン[3][4]。
- 2004年（平成16年）：「スリードームパークゴルフ場」オープン[3][5]。
- 2006年（平成18年）：森のゆ花神楽にホテル棟新館オープン[3]。

## 施設
森林公園キャンプ場
- 管理棟ブルーメン
- 炊事棟
- 車いす対応トイレ
- 砂場
- バンガロー
- キャビン
- バーベキューコーナー
- ペットサイト

オートキャンプ場 フローレ
- 管理棟（センターハウス）
- 炊事場
- 車いす対応トイレ
- カーサイトA・B・C（50サイト）
- キャビン

ひがしかぐら森林公園パークゴルフ場
- 日本パークゴルフ協会公認コース[6]
- 管理棟・森のキッチン穂乃花
- 45ホール、パー165
  - いちいコース
  - ななかまどコース
  - つつじコース
  - はまなすコース
  - らいらっくコース

スリードーム屋内パークゴルフ場
- 喫茶コーナー・ラビット
- 36ホール、パー132
  - Aコース
  - Bコース
  - Cコース
  - Dコース

その他
- 遊水地
- テニスコート（2面）
- ストリートボール（3on3）コート（1面）
- せせらぎ広場

### 森のゆ花神楽
客室
- 洋室（ツイン）
- 和室
  - スタンダードA
  - 露天風呂付A
  - スタンダードB
  - 露天風呂付B

温泉
- 泉質：低張性弱アルカリ性低温泉
- 日帰り入浴可能

館内施設
- ロビー
- 売店
- お食事処 アニス
- 休憩室
- リラクゼーションルーム

#### コテージの森
- コテージ
  - 4人用（3棟）
  - 5人用（2棟）
  - 8人用（2棟）

## 参考資料
- “東神楽町の統計” (PDF).  東神楽町. 2017年10月19日閲覧。